# 圣三一学期
圣三一学期（Trinity term）是指英国和爱尔兰一些大学的夏学期，通常从每年四月至六月，等同于剑桥大学的复活节学期。
在牛津大学，根据理事会2002年5月8日的决议，圣三一学期始于4月20日或复活节后的星期三，以较晚者为准，并于7月6日结束。在圣三一学期学期，与米迦勒学期和希拉里学期一样，有一个为期八周的时期被称为Full Term，从一个星期天开始，在这个时期内，法规或条例规定的讲座和其他教学都要进行。每个Full Term在下一学年开始和结束的日期，由教务长在希拉里学期大学公报上公布。
使用这个术语的大学包括：
- 牛津大学
- 都柏林三一学院